# Haddam (Connecticut)
Pour les articles homonymes, voir Haddam.
Haddam est une ville des États-Unis située dans le comté de Middlesex, au Connecticut.

## Géographie
La population de la ville était de 7 157 habitants au recensement de 2000 et de 7 635 habitants en 2005. Selon le recensement de 2010, Haddam compte 8 346 habitants.
La municipalité s'étend sur 46,28 milles carrés (119,86 km2), dont 2,35 milles carrés (6,09 km2) d'étendues d'eau.
En plus du centre-ville, Haddam Center, la ville comprend cinq villages, Haddam Neck, Hidden Lake, Higganum, Shailerville et Tylerville.

## Histoire
Haddam devient une municipalité en 1668. Elle doit son nom à Little Hadham, une propriété familiale du premier gouverneur du Connecticut John Haynes (en) située dans le Hertfordshire.
La centrale nucléaire de Connecticut Yankee, déclassée en 2004 et démolie en 2006, était située dans l'entité, à Haddam Neck.

## Démographie
| 1790  | 1800  | 1810  | 1820  | 1830  | 1840  |
| ----- | ----- | ----- | ----- | ----- | ----- |
| 2 195 | 2 307 | 2 205 | 2 478 | 3 025 | 2 599 |

| 1850  | 1860  | 1870  | 1880  | 1890  | 1900  |
| ----- | ----- | ----- | ----- | ----- | ----- |
| 2 279 | 2 307 | 2 071 | 2 419 | 2 095 | 2 015 |

| 1910  | 1920  | 1930  | 1940  | 1950  | 1960  |
| ----- | ----- | ----- | ----- | ----- | ----- |
| 1 958 | 1 736 | 1 755 | 2 069 | 2 636 | 3 466 |

| 1970  | 1980  | 1990  | 2000  | 2010  | - |
| ----- | ----- | ----- | ----- | ----- | - |
| 4 934 | 6 383 | 6 769 | 7 157 | 8 346 | - |